# Expressway 301 (Südkorea)
Der Expressway 301  (kor. 상주 영천 고속도로) ist eine geplante Schnellstraße in Südkorea. Die Autobahn soll eine Ost-West-Route durch den Südosten des Landes bilden, vom Expressway 30 bei Sangju bis zum Expressway 1 bei Yeongcheon. Die geplante Länge beträgt 94 Kilometer.

## Straßenbeschreibung
In der Stadt Sangju endet der Expresswys 30 und kreuzt den Expressway 45. An diesem Knoten wird der Expressway 301 beginnen, der in südöstlicher Richtung weiter gehen soll. Die Straße überquert den Nakdong, den wichtigsten Fluss im Süden des Landes, und durchquert danach ein bergiges Gebiet. In Gunwi wird der Expressway 55 gekreuzt, die wichtigste östlichste Nord-Süd-Autobahn in dieser Gegend. Dann wird der Expressway 20 gekreuzt, danach führt die Autobahn entlang der Stadt Yeongcheon, bis sie am Expressway 1 endet. 

## Geschichte
Die ersten Pläne für den Expressway 301 wurden schon im Jahre 1997 entworfen, damals noch unter einer anderen Nummerierung. Am 3. Januar 2008 wurde der Autobahn die aktuelle Nummer 301 zugewiesen. Der Bau solle 2010 beginnen, wurde aber schließlich erst am 28. Juni 2012 begonnen. Im Jahr 2017 soll die Autobahn komplett eröffnet werden. 